# Genolier
Genolier är en ort och  kommun i distriktet Nyon i kantonen Vaud, Schweiz. Kommunen har 2 026 invånare (2023).